# ساعت رسمی جمهوری آذربایجان

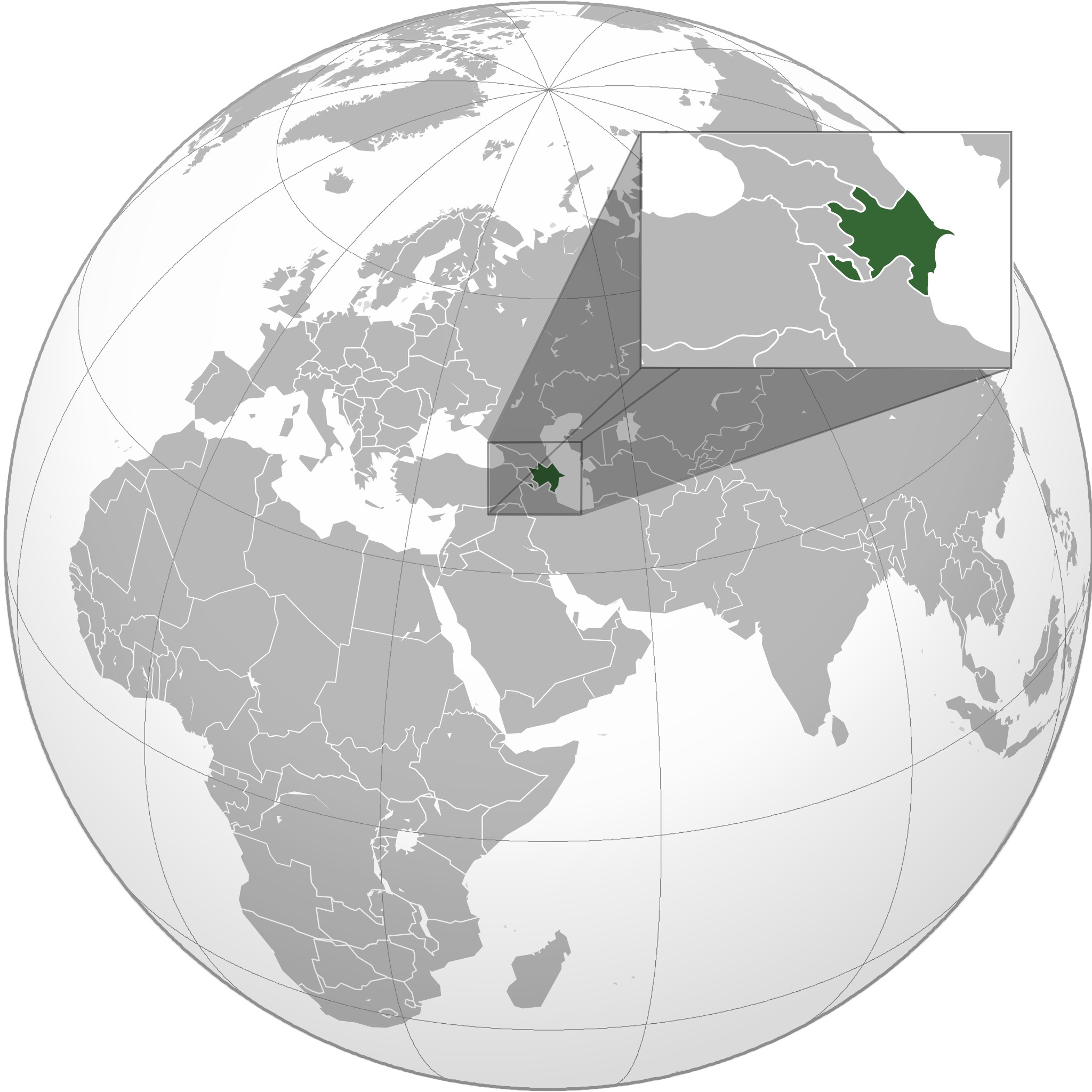
نمایی از موقعیت سرزمین جمهوری آذربایجان در نقشه

ساعت رسمی آذربایجان با کد AZT منطقه زمانی است که در جمهوری آذربایجان به کار می‌رود. منطقهٔ زمانی استاندارد ۴ ساعت جلوتر از ساعت هماهنگ جهانی (UTC) است. ساعت تابستانی آذربایجان (AZST) که یک‌ساعت جلوتر بود، در مارس ۲۰۱۶ متوقف شد.